# Pulvinaria gamazumii
Pulvinaria gamazumii är en insektsart som beskrevs av Hiroshi Kanda 1960. Pulvinaria gamazumii ingår i släktet Pulvinaria och familjen skålsköldlöss. Inga underarter finns listade i Catalogue of Life.